# Charles Legardeur de Tilly
Charles Legardeur de Tilly (1616, Thury-Harcourt, Normandie - 10 novembre 1695, Québec) était commerçant, cofondateur de la Communauté des habitants en 1645. Il arrive en 1636 en Nouvelle-France, comme navigateur. Il est le frère de Pierre Legardeur.

## Biographie
Charles LeGardeur (René & Catherine Langlois), est né vers 1617 (confirmation, 1659), 1616 (rec. 1666) ou 1611 (sépulture 1695). Il se marie à Québec (Notre-Dame), le 1er octobre 1648 avec Geneviève Juchereau (Jean Juchereau de Maur & Marie Langlois), baptisée le 25 juillet 1632 à La Ferté-Vidame (Saint-Nicolas) (Eure-et-Loir, 28149), inhumée le 5 novembre 1687 à Québec (Notre-Dame). Le couple aura quinze enfants. 
À l'été 1650, il voyage en France pour demander du secours contre les attaques des Iroquois. En 1660, il est conseiller au Conseil Souverain à Québec. En 1681, il est membre du Conseil Souverain à Québec. Il est inhumé le 10 novembre 1695 à Québec (Notre-Dame), province de Québec, Canada.

### Gouverneur de Trois-Rivières
Il fut gouverneur de Trois-Rivières (1648 à 1650), et seigneur de Tilly.

## Hommages
Le Carré de Tilly a été nommé en son honneur, dans la ville de Sainte-Foy, en 1954, maintenant présent dans la ville de Québec.